# Ricochet (catch)
Trevor Mann (né le 11 octobre 1988 à Alton) est un catcheur (lutteur professionnel) américain. Il travaille actuellement à la All Elite Wrestling, sous le nom de Ricochet.
Il est aussi connu pour son travail à la World Wrestling Entertainment (2018-2024), sous le même nom.
Il a catché à la Pro Wrestling Guerrilla (PWG), à la Dragon Gate USA (DGUSA) et à la Lucha Underground. Il a lutté pour la Dragon Gate, où il est l'ancien Open the Dream Gate Champion.

## Naissance
Trevor Mann naît le 11 octobre 1988.

## Carrière

### Débuts dans le catch
Trevor Mann commence à la Chaos Pro Wrestling où il se bat sous le nom de ring Cameron Locke, puis en 2003 sous le nom de ring Ricochet.

### Chikara

#### Début (2006-2008)

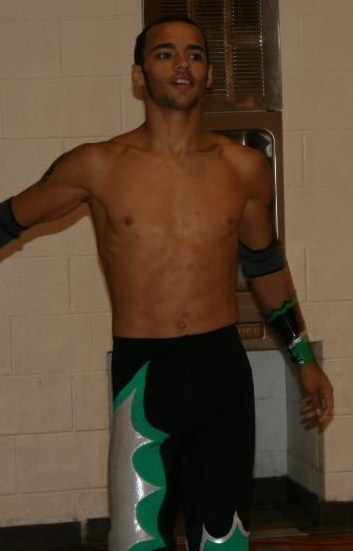
Ricochet en 2008.

Le 24 juin, Ricochet fait ses débuts à la Chikara en perdant au premier tour du quatrième tournoi de la Young Lions Cup contre Chuck Taylor.
Le 16 février 2007, lors du tournoi King of Trios, Ricochet fait son premier défi pour la Young Lions Cup, mais perd contre Max Boyer pour le titre. Le 22 avril, Ricochet participe aux demi-finales du premier tournoi de Rey de Voladores, où il perd dans un match d'élimination à quatre impliquant Retail Dragon, Pac et Chuck Taylor, dont le dernier remporte le tournoi. Le 23 juin, Ricochet remporte son match contre Chrisjen Hayme, lors du premier du tour du cinquième tournoi pour tenter de remporter la Young Lions Cup, alors vacante. Plus tard dans la journée, il remporte un match à six lors de la demi-finale, qu'il remporte. Le lendemain, il perd face à Chuck Taylor qui remporte le titre. Le 18 août à Here Come The International Invaders, Ricochet fait face et perd contre Taylor dans un « Young Lions Cup vs Career match », Ricochet étant forcés de quitter Chikara après sa défaite.
Le 27 octobre à New Star Navigation, Ricochet arborant une nouvelle coupe de cheveux, nouvelle tenue et un masque de catch, retourne à Chikara sous le nom de ring de « Helios », et bat finalement Taylor, au courant de la supercherie, pour remporter la Young Lions Cup,. Le 16 novembre lors de Battle Of Who Could Care Less, Helios conserve son titre en battant Hydra. Le lendemain à The Sordid Perils Of Everyday Existence, Helios conserve son nouveau titre, cette fois-ci Fire Ant.

#### The Futur is Now (2008-2010)

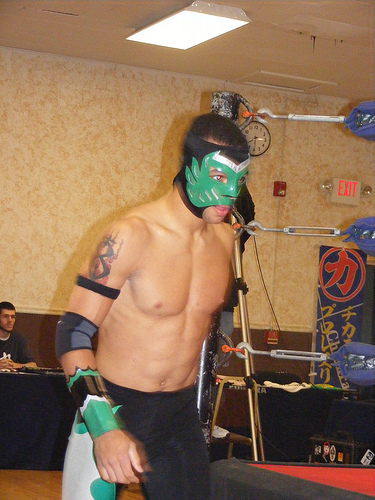
Helio masqué lors d'un événement de la Chikara.

Le 29 février 2008, Helios fait équipe avec Incoherence (Hallowicked (en) et Delirious) et se nomment « The Golden Trio » dans le but de participer à l'édition de l'année 2008 du tournoi King of Trios,. Après avoir reçu une exemption au premier tour, les Golden Trio battent l'équipe IPW: UK (Martin Stone, Terry Frazier et Sha Samuels) et The Fabulous Three (Larry Sweeney, Mitch Ryder et Shayne Hawke) dans le second et les quarts de tours, avant de perdre contre BLKOUT en demi-finals. Le 19 avril lors de Deuces Wild, Helios réussi à conserver la Young Lions Cup contre Lince Dorado. Au Grit And Glory le 15 mai, Helios se qualifie pour les finales du tournoi de Rey de Voladores mais perd finalement face à Incognito. Le 15 juin, Helios perd la Young Lions Cup après que Fire Ant bat Vin Gerard en finale du tournoi où la coupe était en jeu. Le 6 septembre, Helios fait équipe avec Tim Donst pour participer au tout premier tournoi de La Lotería Letal, où ils perdent contre Icarus et Ultimo Breakfast dans le premier tour. Le 11 novembre à Cibernetico Begins, Helios a fait partie de l'équipe d'Equinox (Equinox, Fire Ant, Soldier Ant, Worker Ant, Hydra, Tim Donst et Mike Quackenbush (en)) en battant l'équipe de Vin Gerard (Gerard, STIGMA, Lince Dorado, UltraMantis Black, Crossbones, Amasis, Ophidian et Eddie Kingston) dans un match à éliminations par équipe. Au Face With A View le 12 décembre, Helios forme une équipe appelé « The Future is Now » avec Equinox et Lince Dorado pour battre The UnStable (Vin Gérard, Colin Delaney et STIGMA). 
À l'édition de l'année 2009 du tournoi King of Trios, The Futur is Now battent l'équipe DDT (Kota Ibushi, KUDO et Michael Nakazawa) et The Osiris Portal (Amasis, Ophidian et Escorpion Egipcio) dans le premier tour et le quarts de finale, avant de perdre face à l'équipe FIST (Icare, Gran Akuma et Chuck Taylor) dans les demi-finales. Après le tournoi, The Futur is Now commence une rivalité avec l'Osiris Portal. Helios bat Escorpion Egipcio dans un match simple à Behind The 8 Ball le 25 avril et The Futur is Now battent les Osiris Portal à la Bobliographon le lendemain. The Futur is Now prend fin le 19 septembre 2010, lorsqu'Olsen quitte l'équipe pour reformer son ancienne équipe avec Colin Delaney. Cet événement marque aussi 'apparition finale de Helios à la Chikara, parce qu'il commence à travailler régulièrement pour la Dragon Gate et la Dragon Gate USA.

### Evolve et Dragon Gate USA (2010-2018)

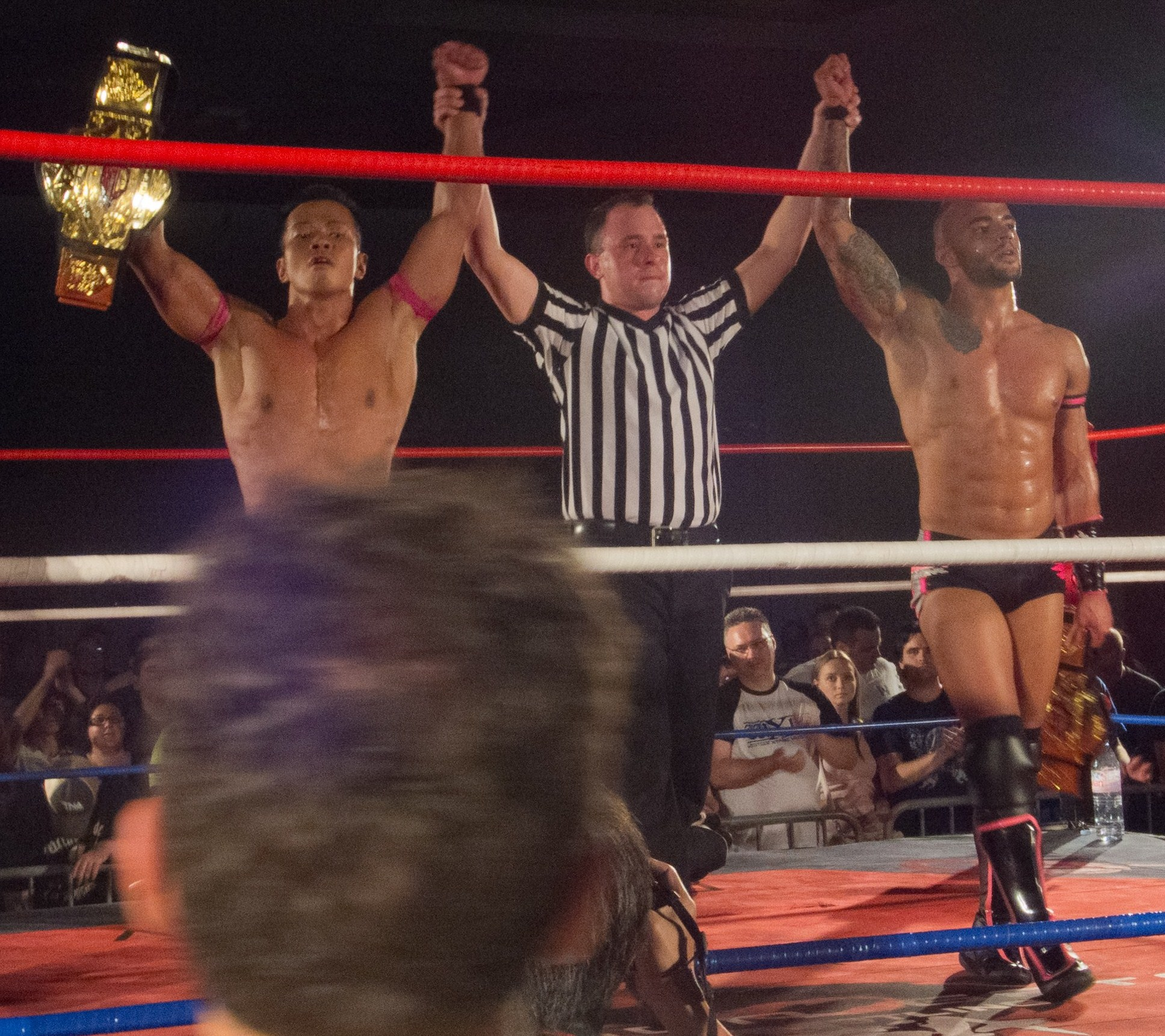
Ricochet (à droite) et Masato Yoshino avec le Open the United Gate Championship en mars 2012.

Le 16 janvier 2010, Ricochet fait ses débuts à l'Evolve à l'événement de la compagnie Evolve 1: Ibushi vs Richards en battant Arik Cannon. Cependant Ricochet perd au prochain événement le 13 mars à Evolve 2: Héros vs Hidaka contre Chuck Taylor et le 1er mai 2010 à Evolve 3: Rise Or Fall de Johnny Gargano par décompte à l'extérieur,.
Le 24 juillet 2010, Ricochet fait ses débuts pour Dragon Gate USA à Enter the Dragon 2010, en perdant contre Chuck Taylor dans un match à quatre, qui compred également Arik Cannon et Adam Cole. Lors de l'événement suivant, le 25 septembre, Ricochet fait équipe avec Cima en battant Speed Muscle (Masato Yoshino et Naruki Doi) . Après le match, Cima a donné à Ricochet une place dans son équipe Warriors International. Lors du pay-per-view Bushido: Code Of Warrior, Ricochet perd un match à quatre hommes qui est remporté par Chuck Taylor et qui incluaient également Arik Cannon et Johnny Gargano. Le 2 avril au Mercury Rising 2011, Ricochet, Cima et Naruki Doi battent Ronin (Chuck Taylor, Johnny Gargano et Rich Swann). Pendant le match, Ricochet a subi une blessure à la cheville, ce qui force à pousser à plus tard la rencontre du lendemain pour l'Open the United Gate Championship. Le 11 septembre au Way of the Ronin 2011, Ricochet et Cima battent Masato Yoshino et Pac pour gagner le Open the United Gate Championship. Le 30 mars, Ricochet et Cima sont contraints de renoncer à l'Open the United Gate Championship, après que Cima est écartédes rings avec une blessure au cou. Dans le main event de la soirée, Ricochet fait équipe avec Masato Yoshino pour battre Chuck Taylor et Johnny Gargano et regagnent l'Open the United Gate Champioship. Le 21 juin, Ricochet et Yoshino sont dépouillés du titre car Yoshino est incapable de se présenter à la Dragon Gate USA aux événements du mois suivant. Le 2 novembre à Fearless 2012, Ricochet perd contre AR Fox dans un match de respect où le perdant doit affirmer qu'il respecte son adversaire. Deux jours plus tard, à Freedom Fight 2012, Ricochet perd contre Johnny Gargano pour l'Open the Freedom Gate Championship dans un match d'élimination à quatre hommes, qui comprenait également Akira Tozawa et AR Fox. Le 4 avril 2014, il bat Gargano pour remporter l'Open the Freedom Gate Championship. Le 16 novembre, Ricochet perd le titre contre Gargano.

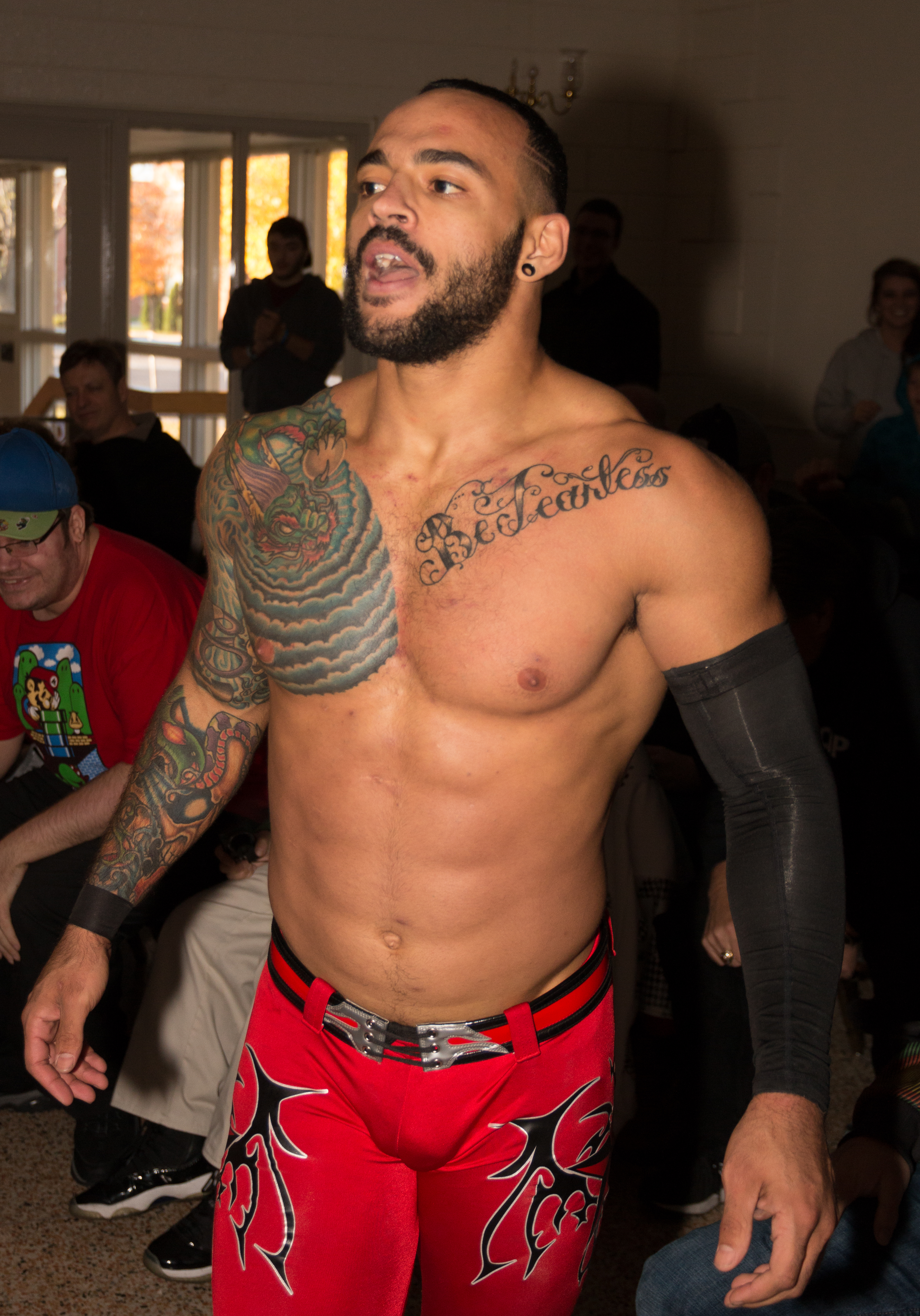
Ricochet en 2014.

### Pro Wrestling Guerrilla (2010-2018)
Le 5 septembre 2010, Ricochet fait ses débuts à la Pro Wrestling Guerrilla (PWG), en perdant face à Claudio Castagnoli au premier tour de la Battle of Los Angeles 2010, dans ce qui a été appelé une « star making performance »[réf. souhaitée]. Le 9 octobre, Ricochet bat le champion par équipe de la PWG, El Generico. Ricochet fait son retour à la PWG le 9 avril 2011, lorsqu'il remplace Paul London, qui n'a pas pu être présent lors de l'événement, et fait équipe avec El Generico dans un match où ils perdent leur PWG World Tag Team Championship face aux Young Bucks (Matt et Nick Jackson). Même si El Generico charge Ricochet pour la perte, les deux font équipe une fois de plus le 27 mai, lors de la première nuit du All Star Week-end 8. Ils perdent contre la Nightmare Violence Connection (Akira Tozawa et Kevin Steen). Ricochet fait un autre retour à la PWG, le 25 mai, en perdant face à El Generico dans un Grudge match dans le main event. Le 1er septembre, Ricochet entre dans la Battle of Los Angeles 2012, en battant le champion du monde de la PWG, Kevin Steen, au premier tour, à la suite d'une distraction de son rival Brian Cage. Le lendemain, Ricochet bat Roderick Strong dans les quarts de finale, avant d'être éliminé par Michael Elgin dans les demi-finales du tournoi. Le 12 janvier 2013, Ricochet fait équipe avec Rich Swann pour le tournoi du Dynamite Duumvirate Tag Team Title 2013. L'équipe, baptisée « The Inner City Machine Guns », sont éliminés au premier tour par les Young Bucks. Le 9 août à l'événement du dixième anniversaire de la PWG, les Inner City Machine Guns perdent contre les Young Bucks pour le championnat du monde par équipe de la PWG dans un ladder match à trois, qui comprenait également les DojoBros (Eddie Edwards et Roderick Strong). Le 31 janvier 2014, les Inner City Machine Guns perdent contre les Best Friends (Chuck Taylor et Trent Baretta) au tournoi du Dynamite Duumvirate Tag Team Title 2013. Le 31 août, Ricochet bat Johnny Gargano et Roderick Strong en finale pour remporter le Battle of Los Angeles 2014. En conséquence, Ricochet a obtenu une chance pour le championnat mondial de la PWG, mais perd par le champion en titre, Kyle O'Reilly, le 12 décembre.
Lors de PWG All Star Weekend 13 - Tag 2, il bat Chuck Taylor et remporte le PWG World Championship.

### Dragon Gate (2010-2018)
Grâce à son travail dans la Dragon Gate USA, Ricochet fait sa première tournée au Japon avec sa promotion de la Dragon Gate, faisant ses débuts le 10 décembre 2010, à Toyama, où il fait équipe avec ses Warrior, Cima et Masaaki Mochizuki dans un match par équipe à six hommes, où ils perdent contre Gamma, Kzy et Naruki Doi. La première tournée de Ricochet au Japon prend fin le 26 décembre, quand Cima, Dragon Kid et lui battent Naoki Tanizaki, Takuya Sugawara et Yasushi Kanda à Fukuoka au Final Gate 2010 pour gagner le Dragon Gate Open the Triangle Gate Championship. Ricochet effectue un Heel Turn le 14 janvier 2011, avec le reste des Warriors, attaquant Masato Yoshino et World-1, et rejoignant les forces avec le groupe de Naruki Doi. Le 18 janvier, le nouveau groupe est nommé Blood Warriors. Le 15 mai, le reste des Blood Warriors attaquent Dragon Kid et l'expulse du groupe, malgré le fait qu'il tenait encore l'Open the Triangle Gate Championship avec Ricochet et Cima. En conséquence, le titre est déclaré vacant. Le 17 juillet, Ricochet et Cima battent Dragon Kid et Pac du groupe rival Junction Three pour gagner l'Open the Twin Gate Championship. Le 19 novembre, Ricochet bat Pac pour l'Open the Brave Gate Championship. Après leur troisième défense réussie de l'Open the Twin Gate Championship le 30 novembre, Ricochet et Cima mettent le titre vacant pour que Ricochet se concentre sur la défense de l'Open the Brave Gate Championship et pour que Cima se concentrer sur la poursuite de l'Open the Dream Gate Championship. Le 19 janvier 2012, Akira Tozawa prend la direction des Blood Warriors, et vire Cima du groupe. Après que Ricochet continue de faire équipe avec Cima dans la Dragon Gate USA, il est annoncé le 9 février, qu'il a également été expulsé de Blood Warriors. Le 4 mars, Ricochet et Cima décide de se séparer, avec Ricochet qui rejoint Masato Yoshino et Naruki Doi dans la nouvelle World-1 International et Cima qui se relance dans l'ancien Veteran-gun. Le 6 mai, il perd l'Open the Brave Gate Championship contre Dragon Kid dans sa défense quatrième. Le 25 mai 2013, il bat Shingo Takagi en finale pour remporter le tournoi King of Gate 2013. En conséquence, il obtient un match pour l'Open the Dream Gate Championship, mais perd dans le match pour le titre le 16 juin par Cima. Le 21 juillet, Naruki Doi et lui battent Akira Tozawa et BxB Hulk pour l'Open the Twin Gate Championship. Ils perdent le titre contre Dragon Kid et K-ness le 30 août. Le 12 septembre, Doi attaque Masato Yoshino, signalant la fin de World-1 International. Ricochet trouve rapidement une nouvelle alliance, formant Monster Express avec Yoshino, Akira Tozawa, Shachihoko Boy, Shingo Takagi et Uhaa Nation,. Le 2 mars 2014, Ricochet bat un des lutteur de l'équipe Monster Express, Masato Yoshino pour l'Open the Dream Gate Championship, devenant ainsi le premier gaijin à détenir le titre. Après un règne de deux mois, Ricochet perd l'Open the Dream Gate Championship contre Yamato le 5 mai.

### New Japan Pro Wrestling (2013-2018)
Le 3 mai 2013, la New Japan Pro-Wrestling annonce que Ricochet participe au tournoi du Best of the Super Juniors 2013. Il fait ses débuts pour la promotion, le 22 mai, faisant équipe avec Kenny Omega dans un match par équipe, où ils battent Suzuki-gun (Taichi et Taka Michinoku). Pendant le tournoi, qui a duré du 24 mai au 6 juin, Ricochet réussit à gagner cinq de ses huit matchs avec une défaite contre Alex Shelley le 6 juin, qui lui coûte une place en demi-finale.
Ricochet fait son retour et participe au tournoi du Best of the Super Juniors 2014 le 30 mai. Cette fois-ci, il avance jusqu'aux demi-finales, après avoir terminé deuxième de son bloc avec une fiche de cinq victoires et deux défaites. Le 8 juin, Ricochet avance en demi-finale en battant Ryusuke Taguchi puis Kushida en finale pour remporter le tournoi et devenir l'aspirant numéro un au IWGP Junior Heavyweight Championship. Avec sa victoire, Ricochet devient la plus jeune personne à gagner le tournoi et le deuxième américain à le faire,. Le 21 juin au Dominion 6.21, Ricochet perd contre Kota Ibushi pour le IWGP Junior Heavyweight Championship,.

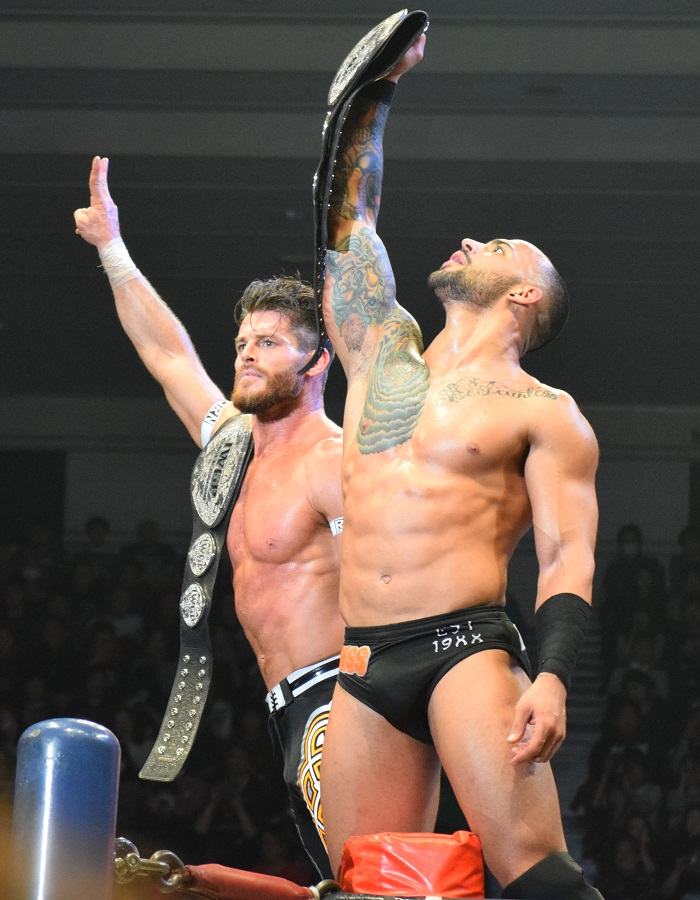
Ricochet et Matt Sydal en tant que IWGP Junior Heavyweight Tag Team Champions.

Le 3 juillet, 2015, Ricochet fait un retour surprise à la NJPW, défiant le vainqueur du match de IWGP Junior Heavyweight Championship entre Kenny Omega et Kushida, qui a lieu deux jours plus tard, à un match pour le titre, mais où il échoue,. Ricochet retourne à la NJPW le 24 octobre, en participant avec Matt Sydal au Super Jr. Tag Tournament 2015, en battant Time Splitters (Alex Shelley et Kushida) dans leur match de premier tour. Le 1er novembre, Ricochet et Sydal battent Young Bucks pour passer à la finale du tournoi. Le 7 novembre à Power Struggle, Ricochet et Sydal battent Roppongi Vice (Baretta et Rocky Romero) en finale pour remporter le tournoi. Le 4 janvier 2016 à Wrestle Kingdom 10 in Tokyo Dome, Ricochet et Sydal participent à quatre pour les IWGP Junior Heavyweight Tag Team Championship, mais perdent contre Young Bucks. Le 11 février à The New Beginning in Osaka, Ricochet et Sydal battent The Young Bucks et reDRagon (Bobby Fish et Kyle O'Reilly) dans un match tripe menaces et deviennent les nouveaux IWGP Junior Heavyweight Tag Team Championsh. Lors d'Invasion Attack 2016, ils perdent les titres contre Roppongi Vice. Lors de Wrestling Dontaku 2016, ils battent Roppongi Vice et remportent les IWGP Junior Heavyweight Tag Team Championship pour la deuxième fois.
Le 3 juillet 2016, Matt Sydal et Satoshi Kojima et lui battent le Bullet Club (Kenny Omega, Matt Jackson et Nick Jackson) et remportent les NEVER Openweight 6-Man Tag Team Championship. Le 25 septembre, les titres sont retirés à Kojima, Ricochet et Sydal lors du en raison d'un problèmes de voyage de ce dernier. Lors de Destruction in Kobe, David Finlay, Satoshi Kojima et lui battent Bullet Club (Adam Cole, Matt Jackson et Nick Jackson) et remportent les vacants NEVER Openweight 6-Man Tag Team Championship. Lors de King of Pro-Wrestling, David Finlay et lui perdent contre The Young Bucks et ne remportent pas les IWGP Junior Heavyweight Tag Team Championship. Lors de Wrestle Kingdom 11 in Tokyo Dome, David Finlay et Satoshi Kojima perdent les NEVER Openweight 6-Man Tag Team Championship contre Los Ingobernables de Japón dans un Gauntlet match qui comprend également Bullet Club (Bad Luck Fale, Hangman Page et Yujiro Takahashi) et Chaos (Jado, Will Ospreay et Yoshi-Hashi). Le 4 avril, Hiroshi Tanahashi, Ryusuke Taguchi et lui battent Los Ingobernables de Japón et remportent les NEVER Openweight 6-Man Tag Team Championship. Lors de Wrestling Dontaku 2017, ils perdent les titres contre Los Ingobernables de Japón.

### Lucha Underground (2014-2018)
À la mi-septembre 2014, Ricochet signe un contrat avec la Lucha Underground. Au cours du premier épisode le 29 octobre, il débute sous le masque de Prince Puma et perd son match face à Johnny Mundo. Le 7 janvier 2015 , Puma bat dix-neuf autres lutteurs pour gagner la Aztec Warfare battle royal et devenir le premier champion de la Lucha Underground,. Puma fait sa première défense de son titre le 14 janvier 2015 contre Fénix. Puma entre en rivalité avec Cage, qui conduit à un match de titre entre les deux sur le 25 mars, où Puma conserve son titre. Le 19 avril à Ultima Lucha, la saison finale de la Lucha Underground, Puma perd le championnat face à Mil Muertes. Après avoir échoué à regagner le titre, il forme une équipe avec El Dragon Azteca, Jr. (en) et Rey Mysterio Jr. et participe au tournoi pour le championnat des trios . Après avoir vaincu l'équipe composée de Taya et deux anciens adversaires, Cage et Johnny Mundo, dans un match de qualification, ils récupèrent les titres en éliminant Fenix, PJ Black, et Jack Evans dans les finales.

### World Wrestling Entertainment (2018-2024)

#### NXT et NXT North American Champion (2018-2019)
Le 23 février, il dispute son premier match lors d'un Live Event de NXT, où il bat Buddy Murphy. Le 28 mars à NXT, il fait sa première apparition télévisée lorsque William Regal lui offfre une place pour le NXT North American Championship à NXT: Takeover New Orleans, dans six-man ladder match entre EC3, Adam Cole, The Velveteen Dream, Lars Sullivan, Killian Dain pour détermiener le premier champion. Le 7 avril à NXT Takeover: New Orleans, il perd un 6-Man Ladder Match impliquant Killian Dain, Lars Sullivan, EC3, The Velveteen Dream et le vainqueur et nouveau NXT North American Champion Adam Cole.
Lors de NXT TakeOver: Chicago II, il bat The Velveteen Dream. Le 26 juin lors du UK Tournament, Ricochet et Aleister Black battent The Velveteen Dream et EC3.
Lors de NXT TakeOver: Brooklyn 4, il bat Adam Cole et remporte le NXT North American Championship.
Lors de NXT Takeover: Wargames II, Pete Dunne les War Raiders et lui battent l'Undisputed Era au cours d'un WarGames match.
À NXT Takeover: Phoenix, il perd son titre contre Johnny Gargano.

#### Alliance avec Aleister Black (2019)
Le 18 février à Raw, il fait ses débuts dans le show rouge en sauvant Finn Balor d'une attaque de Bobby Lashley et Lio Rush. L'Irlandais et lui battent ensuite leurs deux adversaires. Le lendemain à NXT, il vient en aide à Aleister Black, attaqué par ReDRagon après avoir battu Roderick Strong, et forme officiellement une alliance avec le Hollandais. Le 25 février à Raw, les deux hommes disputent leur premier match ensemble en battant les Revival. Le 10 mars à Fastlane, ils ne remportent pas les titres par équipe de Raw, battus par les Revival dans un Triple Threat Tag Team match, qui inclut également Bobby Roode et Chad Gable. Le 27 mars à NXT, ils remportent le tournoi Dusty Rhodes Tag Team Classic en battant les Forgotten of Sons en finale.
Le 5 avril à NXT TakeOver: New York, ils ne remportent pas les titres par équipe de la NXT, battus par les War Raiders. Deux soirs plus tard à WrestleMania 35, ils ne remportent pas les titres par équipe de SmackDown, battus par les Usos dans un Fatal 4-Way Tag Team match, qui inclut également The Bar, Rusev et Shinsuke Nakamura. Le 23 avril à SmackDown Live, lors du Superstar Shake-Up, le duo se sépare, car son partenaire rejoint officiellement le show bleu, tandis qu'il reste seul à Raw.

#### Draft àRaw, champion des États-Unis de la WWE et diverses rivalités (2019-2021)
Le 15 avril à Raw, lors du Superstar Shake-Up, il est annoncé être officiellement transféré au show rouge. Curt Hawkins, Zack Ryder, Aleister Black et lui battent ensuite les Revival et les Viking Raiders dans un 8-Man Tag Team match.
Le 19 mai à Money in the Bank, il participe à son premier Man's Money in the Bank Ladder match, mais ne remporte pas la mallette, gagnée par Brock Lesnar. Le 23 juin à Stomping Grounds, il devient nouveau champion des États-Unis de la WWE en battant Samoa Joe, remportant le titre pour la première fois de sa carrière. 
Le 1er juillet à Raw, il se fait battre par AJ Styles une première fois, mais son adversaire doit lui rendre le titre, car il avait le pied sur la première corde lors du tombé, ce que l'arbitre du combat n'avait pas vu, mais sera prévenu par un de ses collègues. Le match reprend, mais cette fois, il conserve sa ceinture. Après le combat, les deux hommes échangent une poignée de mains, mais son opposant effectue un Heel Turn en l'attaquant par surprise. Les Good Brothers l'attaquent également et reforme The Club en faisant le geste Too sweet avec le second. Le 14 juillet à Extreme Rules, il perd face au Phenomenal, ne conservant pas son titre et mettant fin à un règne de 21 jours. Le 11 août à SummerSlam, il ne remporte pas le titre des États-Unis de la WWE, battu par son même adversaire. Après le match, il subit un Magic Killer des deux acolytes de ce dernier.
Le 31 octobre à Crown Jewel, l'équipe Hogan (Roman Reigns, Rusev, Shorty G, Mustafa Ali et lui) bat celle de Flair (Randy Orton, King Corbin, Bobby Lashley, Drew McIntyre et Shinsuke Nakamura) dans un 10-Man Tag Team match. Le 24 novembre aux Survivor Series, l'équipe Raw (Seth Rollins, Kevin Owens, Drew McIntyre, Randy Orton et lui) perd face à celle de SmackDown (Roman Reigns, Shorty G, Mustafa Ali, King Corbin et Braun Strowman) dans un 5-on-5 Traditional Survivor Series Man's Triple Threat Elimination Tag Team match, qui inclut également l'équipe NXT (Damien Priest, Matt Riddle, Tommaso Ciampa, Keith Lee et Walter).
Le 26 janvier 2020 au Royal Rumble, il entre dans le Royal Rumble match masculin en 15e position, mais se fait éliminer par le futur gagnant, Drew McIntyre. Le 27 février à Super ShowDown, il ne remporte pas le titre de la WWE, battu par Brock Lesnar en 1 minute et 30 secondes.
Le 22 novembre lors du pré-show aux Survivor Series, il ne remporte pas la Dual Brant Battle Royal, battu par le Miz.
Le 31 janvier 2021 au Royal Rumble, il entre dans le Royal Rumbl match masculin en 12e position, mais se fait éliminer par Kane.
Le 9 avril à SmackDown special WrestleMania, il ne remporte pas la Andre the Giant Memorial Battle Royal, gagnée par Jey Uso. Le 16 mai lors du pré-show à WrestleMania Backlash, il perd face à Sheamus dans un match sans enjeu.
Le 18 juillet à Money in the Bank, il ne remporte pas la mallette, gagnée par Big E.

#### Draft àSmackDown, champion Intercontinental de la WWE et alliance avec Braun Strowman (2021-2023)
Le 4 octobre à Raw, lors du Draft, il est annoncé être officiellement transféré au show bleu par Sonya Deville. Le 21 novembre aux Survivor Series, il ne remporte pas la Dual Brand Battle Royal, gagnée par Omos.
Le 1er janvier 2022 lors du pré-show à Day 1, Cesaro et lui perdent face à Sheamus et Ridge Holland. Le 29 janvier au Royal Rumble, il entre dans le Royal Rumble match masculin en 12e position, élimine Omos (avec l'aide d'AJ Styles, Austin Theory, de Chad Gable, Dominik Mysterio et Ridge Holland), avant d'être lui-même éliminé par Happy Corbin. Le 4 mars à SmackDown, il devient le nouveau champion Intercontinental de la WWE en battant Sami Zayn, remportant le titre pour la première fois de sa carrière, et son second titre dans le roster principal.
Le 10 juin à SmackDown, il perd face à Gunther, ne conservant pas son titre et mettant fin à un règne de 98 jours.
Le 4 septembre à NXT Worlds Collide, il ne remporte pas le titre Nord-Américain de la NXT, battu par Carmelo Hayes.
Le 27 janvier 2023 à SmackDown, il forme officiellement une alliance avec Braun Strowman. Les deux hommes remplacent Drew McIntyre et Sheamus, attaqués par les Viking Raiders, et battent Hit Row (Ashante Adonis et Top Dolla) en demi-finale du tournoi, désignant les futurs aspirants n°1 aux titres par équipe de SmackDown. Le lendemain au Royal Rumble, il entre dans le Royal Rumble match masculin en 28e position, mais se fait éliminer par Austin Theory.
Le 1er avril à WrestleMania 39, Braun Strowman et lui perdent face aux Street Profits dans un Fatal 4-Way Tag Team match, qui inclut également les Viking Raiders et Alpha Academy (Chad Gable et Otis).

#### Retour àRawet départ (2023-2024)
Le 1er mai à Raw, lors du Draft, ils sont annoncés être officiellement transférés au show rouge par Shawn Michaels.
Le 1er juillet à Money in the Bank, il ne remporte pas la mallette, gagnée par Damian Priest. Le 5 août à SummerSlam, il perd face à Logan Paul.
Le 27 janvier 2024 au Royal Rumble, il entre dans le Men's Royal Rumble match en 28e position, mais se fait éliminer par Drew McIntyre.

### All Elite Wrestling (2024-...)
Le 25 août à All In, il fait ses débuts à la All Elite Wrestling, dispute son premier match, mais ne remporte pas le Casino Gauntlet match, remporté par Christian Cage, et n'obtient pas un contrat qui lui permet d'avoir un match de championnat à tout moment. Trois soirs plus tard à Dynamite, il dispute son premier match solo et bat Kyle Fletcher.
Le 12 octobre à WrestleDream, il ne remporte pas le titre International, battu par Kōnosuke Takeshita dans un 3-Way match qui inclut également Will Ospreay. Le 23 novembre à Full Gear, il ne remporte pas la ceinture, rebattu par son même adversaire. Le 11 décembre à Dynamite: Winter is Coming, il effectue un Tweener Turn et bat Brody King de manière controversée. Le 28 décembre à Worlds End, il ne remporte pas le titre Continental, battu par Kazuchika Okada en demi-finale du tournoi AEW Continental Classic.
Le 1er janvier 2025 à Dynamite: Fight for the Fallen, il effectue un Heel Turn, car il attaque brutalement Swerve Strickland à la tête avec des ciseaux.

## Vie privée
Il est actuellement en couple et fiancé avec l'ancienne annonceuse de Raw, Samantha Irvin. Ils se marient le 26 mars 2025.[réf. nécessaire]
Il a été en couple avec la catcheuse Kacy Catanzaro, qui lutte également dans la division rouge de son ancienne compagnie.

## Palmarès
- Chikara
  - 1 fois Young Lions Cup V

- Dragon Gate

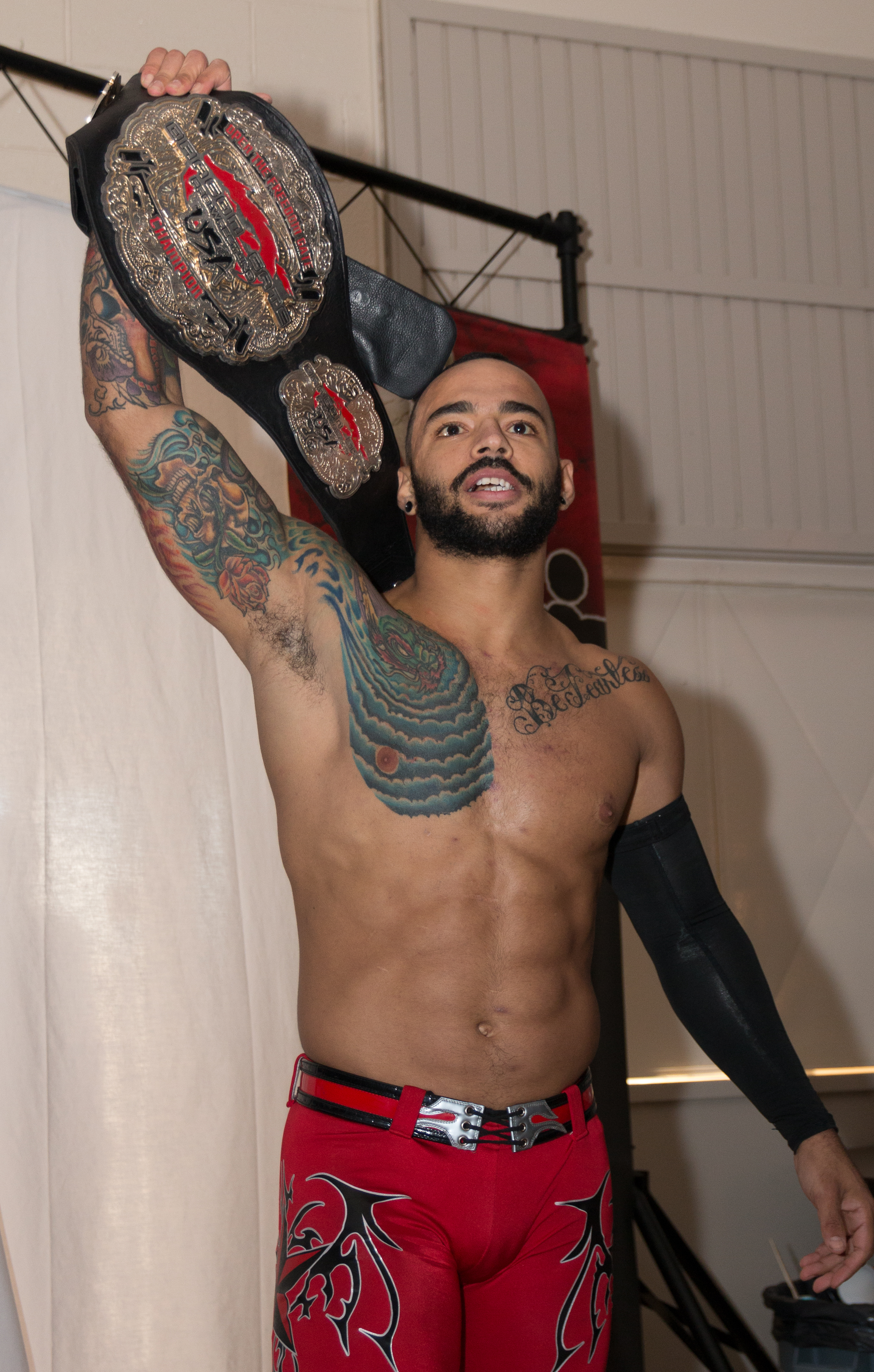
Ricochet en tant que Open the Freedom Gate Champion.

  - 1 fois Open The Dream Gate Champion
  - 1 fois Open The Triangle Gate Champion avec CIMA et Dragon Kid
  - 2 fois Open The Twin Gate Champion avec CIMA (1) et Naruki Doi (1)
  - 1 fois Open The Brave Gate Champion
  - King of Gate (2013)

- Dragon Gate USA
  - 2 fois Open The United Gate Champion avec CIMA (1) et Masato Yoshino (1)
  - 1 fois Open the Freedom Gate Championship

- Dramatic Dream Team
  - 1 fois Ironman Heavymetalweight Championship[139]

- House of Glory
  - 1 fois HOG World Heavyweight Champion
  - HOG World Heavyweight Championship tournoi (2014)

- Insanity Pro Wrestling
  - 1 fois IPW Junior Heavyweight Champion
  - IPW Super Junior Heavyweight Tournament (2010)

- Lucha Underground
  - 2 fois Lucha Underground Champion
  - 1 fois Lucha Underground Trios Championship avec Rey Mysterio et Dragon Azteca Jr.
  - Aztec Warfare (2015)

- New Japan Pro Wrestling
  - 3 fois IWGP Junior Heavyweight Tag Team Championship avec Matt Sydal (2) et Ryusuke Taguchi (1)
  - 3 fois NEVER Openweight 6-Man Tag Team Championship avec Matt Sydal et Satoshi Kojima (1), David Finlay et Satoshi Kojima (1) et Hiroshi Tanahashi et Ryusuke Taguchi (1)
  - Best of the Supers Juniors (2014)
  - Super Jr. Tag Tournament (2015) - avec Matt Sydal

- Pro Wrestling Guerrilla
  - 1 fois PWG World Champion
  - Battle of Los Angeles (2014, 2017)

- Revolution Pro Wrestling
  - 1 fois RPW British Tag Team Champion avec Rich Swann

- World Wrestling Entertainment
  - 1 fois WWE Intercontinental Championship
  - 1 fois WWE United States Championship
  - 1 fois NXT North American Championship
  - 1 fois WWE Speed Championship (Premier champion)
  - Smackdown world cup tournament (2022)
  - Dusty Rhodes Tag Team Classic (2019) - avec Aleister Black

## Récompenses des magazines
- Pro Wrestling Illustrated

| Année | 2007 | 2008 | 2009 | 2010 | 2011 | 2012 | 2013 | 2014 | 2015 | 2016 | 2017 | 2018 | 2019 | 2020 | 2021 | 2022 | 2023 | 2024 |
| ----- | ---- | ---- | ---- | ---- | ---- | ---- | ---- | ---- | ---- | ---- | ---- | ---- | ---- | ---- | ---- | ---- | ---- | ---- |
| Rang  | 386  | 305  | 261  | 407  | 396  | 227  | 127  | 53   | 16   | 15   | 46   | 35   | 21   | 56   | 145  | 54   | 149  | 63   |

- SoCal Uncensored
  - Match de l'année (2013) - avec Rich Swann contre DojoBros (Eddie Edwards et Roderick Strong) et Young Bucks (Matt et Nick Jackson) le 9 août.
  - Catcheur de l'année (2014)
- Wrestling Observer Newsletter
  - 5 Star Match (2016) avec Matt Sydal et Will Ospreay vs. Adam Cole et The Young Bucks le 3 septembre[141]
  - Meilleur catcheur voltigeur (2011 et 2014)
  - Meilleur prise de catch régulière (2010 et 2011) - le Double rotation moonsault
  - 5 Star Match (2018) : Ladder match pour l'inauguration du NXT North American Championship avec Adam Cole vs Ethan Carter III, vs Killian Dain vs Velveteen Dream vs Lars Sullivan

| # | Résultat | Adversaires                                                        | Évènement                 | Date             | Durée | Lieu                           | Notes                                                                                    |
| - | -------- | ------------------------------------------------------------------ | ------------------------- | ---------------- | ----- | ------------------------------ | ---------------------------------------------------------------------------------------- |
| 1 | Victoire | Adam Cole et The Young Bucks                                       | PWG Battle of Los Angeles | 3 septembre 2016 |       |                                | C'était un 6-man tag team match, Ricochet faisait équipe avec Matt Sydal et Will Ospreay |
| 2 | Défaite  | Adam Cole, Killian Dain, Lars Sullivan, EC3 et The Velveteen Dream | NXT Takeover: New Orleans | 7 avril 2018     | 31:24 | La Nouvelle-Orléans, Louisiane | 6-man ladder match pour couronner le premier NXT North American Champion                 |